# Eckesey
Eckesey ist ein Stadtteil der kreisfreien Großstadt Hagen in Nordrhein-Westfalen. Unterteilt in den Wohnbezirk Eckesey-Nord im Stadtbezirk Hagen-Nord, und in den Wohnbezirk Eckesey-Süd im Stadtbezirk Hagen-Mitte.

## Lage
Nach Westen hin wird der Stadtteil durch den Flusslauf der Volme begrenzt, durch die von der Stadtmitte her Richtung Vorhalle verlaufende Bundesstraße 54, durch den Höhenzug, der sich nördlich der Philippshöhe von der Osterhalle (249,5 m) zum Hallerkopp (215,8 m) hinzieht, und durch ein Güterbahngleis, das vom westlichen Teil des Hauptbahnhofs nach Norden führt.
Nach Osten hin wird der Stadtteil durch ein breites Fernverkehrs-Schienenband begrenzt, auf dessen östlicher Seite sich die Stadtteile Altenhagen und Boelerheide anschließen, und auf dessen Schienen sich die Intercity-Züge von Hagen aus Richtung Dortmund und die Regionalzüge Richtung Bochum, Herdecke und Schwerte bewegen.

## Geschichte
Beim Namen „Eckesey“ besteht heute weitgehende Einigkeit darin, dass die erste Silbe „Ecke“ vom niederdeutschen „Eiche“ herzuleiten ist, während „Ey“ wohl für eine „feuchte Wiese“ steht. Eckesey ist somit eine Gegend, die im Überflutungsgebiet eines Flusses liegt, nämlich der Volme, und mit Eichen bestanden ist. Neben dieser Erklärung hält sich allerdings auch die Sage, nach der das einzig überlebende Paar nach Pest und Krieg auf die Frage, wer denn in dieser Gegend überlebt hätte, antworte: „Eck un sey“ (Ich und sie).
Neueste Forschung besagt aber, das der Ortsname mit „Land am Wasser des Ekki“ umschrieben werden kann.
Die Hofesstelle Eckesey wurde als Ekkesoye erstmals 1296 urkundlich als Unterhof des Haupthofes Eilpe, einem Besitz der Abtei Deutz, erwähnt. Die Bauerschaft Eckesey gehörte im Kirchspiel und Gericht Hagen zur Grafschaft Mark. Im Schatzbuch der Grafschaft Mark von 1486 werden in der Eckeseyer Burschop 11 steuerpflichtige Hofbesitzer mit einer Abgabe zwischen ½ Gg und 6 Goldgulden genannt. Größter Steuerzahler war Johan to Eckeseye mit 6 Gg.
Im 18. Jahrhundert gab es hier im Tal der Volme neben vereinzelten Bauernhöfen und Kotten zwei Siedlungsschwerpunkte: Nämlich um das Rittergut Altenhagen im Bereich Altenhagener Brücke und -Straße und an der Geitebrücke und oberen Eckeseyer Straße. Die größten Bauernhöfe gehörten den Bauern Refflinghaus (Brüderstraße), Schulte/Beckmann (Droste Hülshoff-Straße) und Rath (Eckeseyer Straße).
Schon früh siedelten sich entlang der Volme Fabrikationen an, die über Wehre, Gräben und Teiche die Kraft des fließenden Wassers zur Eisenverarbeitung nutzten. Der Bau der Bergisch-Märkischen Eisenbahn (1848) und der Rheinischen Bahn (1879) zerschnitt die gewachsenen Strukturen, führte aber auch zu einer raschen Entwicklung der Industrie und zum Zuzug von Arbeitskräften. Der südliche Teil Eckeseys wurde beiderseits und zwischen den Schienensträngen Industriegelände, während der nördliche Teil vom Wohnungsbau überformt wurde. An verschiedenen Stellen entstanden nun Ziegeleien, die Tonerde abbauten und zu Bausteinen verarbeiteten. In Eckesey befand sich der Firmensitz des Süßwarenherstellers Villosa, hier wurde 1824 der Grundstein für die Gesenkschmiede Schmiedag gelegt.
Am 1. April 1901 wurde die Gemeinde Eckesey mit der Stadtgemeinde Hagen vereinigt, nachdem sie vorher zum Amt Boele-Hagen im Landkreis Hagen gehört hatte. Heute gehört Eckesey verwaltungstechnisch zusammen mit Vorhalle, Bathey, Boele, Boelerheide und Helfe zum Hagener Stadtbezirk Nord. Am 26. August 1965 besuchte der damalige Berliner Oberbürgermeister Willy Brandt die Stadt Hagen zu einem Wahlkampfauftritt auf dem Wielandplatz im Arbeiterstadtteil Eckesey und sprach vor mehreren hundert Menschen.

## Bevölkerung
Heute ist Eckesey eine reine Wohnsiedlung mit muslimischem Einschlag, da dort viele türkischstämmige Immigranten leben. Laut Auskunft des Ressorts Statistik, Stadtforschung und Wahlen wohnten am 31. Dezember 2015 in Eckesey-Nord 2.677 Einwohner, davon 1.863 Deutsche, und in Eckesey-Süd 5.468 Einwohner, davon 3.455 Deutsche.
In Eckesey befinden sich die katholische Kirchengemeinde St. Petrus Canisius und die evangelische Melanchthon-Kirchengemeinde, außerdem der türkisch-islamische Kulturverein e. V. mit der Mevlana-Moschee.
Zu den aktiven Vereinen in Eckesey gehören unter anderem der Mädchenchor „Die Hagener Volmespatzen“, der Geitebrücker Schützenverein, die Handballer des TuRa 1872 Hagen, und die Breiten- und Leistungssportler des TUS Eintracht 02 Eckesey.